# Jueces en la noche
Jueces en la noche es una obra de teatro de Antonio Buero Vallejo, estrenada en el Teatro Lara de Madrid el 2 de octubre de 1979.

## Argumento
Juan Luis Palacios fue ministro bajo el franquismo, pero ha sabido adaptarse a los vientos democráticos y se ha convertido en un respetable diputado de las Cortes Generales, casado con Julia. Sin embargo, el fantasma de sus atrocidades pasadas planea sobre su conciencia y su matrimonio atraviesa una fuerte crisis. En este contexto, llega a conocimiento de Juan Luis que Ginés Pardo, un expolicía conocido suyo, planea perpetrar un atentado. El miedo a perder su status al dar a conocer sus antiguas relaciones y acciones, impone el silencio y el diputado no denuncia al asesino. El atentado se comete y fallece un militar, al tiempo que Julia se entera por una amiga de unos desagradables hechos protagonizados por su marido hace muchos años. La desesperación es tal que la mujer acaba suicidándose por desamor . Tres nuevos jueces atronan la conciencia de Juan Luis.

## Estreno
- Dirección: Alberto González Vergel.
- Reparto: 
  - Juan Luis… Francisco Piquer.
  - Julia… Marisa de Leza.
  - Cristina… Victoria Rodríguez.
  - Ginés… Fernando Cebrián.
  - Don Jorge… Andrés Mejuto.
  - Padre Anselmo… Ángel Terrón.
  - General… José Pagán.